# Egeria (mitología)

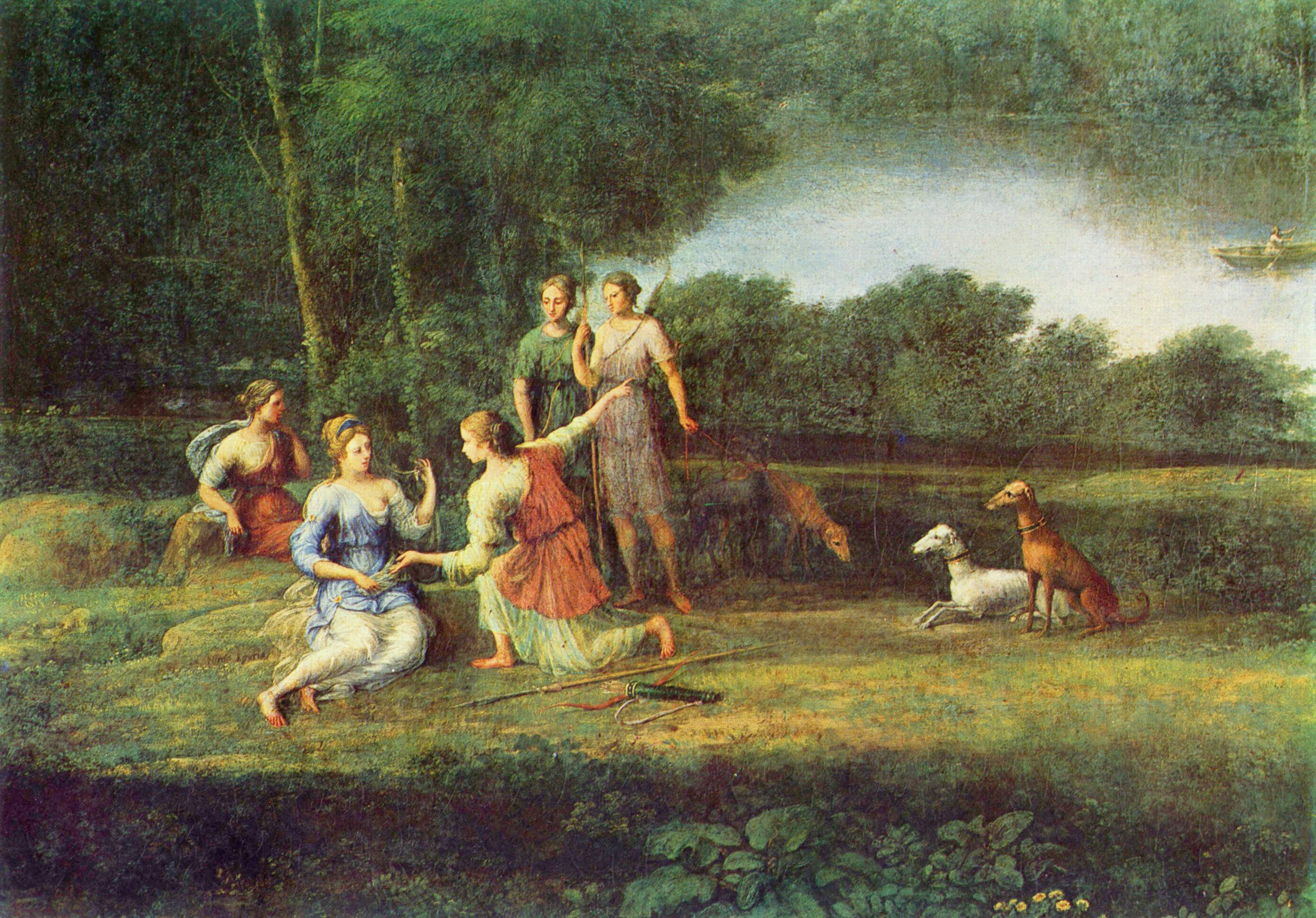
Claude Lorrain: Paisaje con la ninfa Egeria.

Egeria (en latín: Egĕria, en griego: Ἠγερία, «del álamo negro») era, en la mitología romana, una diosa a la que se atribuyó un papel legendario en los inicios de la historia de Roma como consorte de Numa Pompilio.  Su nombre se utiliza por antonomasia para referirse a una mujer sabia y consejera. Habitaba en la fuente o manantial de Porta Capena en Roma.  Egeria era reputada por sus habilidades oraculares y Plutarco la refiere como ‘ninfa de las montañas’  aunque lo más usual es referirla como una ninfa de las fuentes (linfa, lympha).  Los poetas romanos también la asociaban con las Musas  o dicen que era «una diosa grata a las Camenas».  Era «la ninfa encargada del bosque y del lago de Diana».
Egeria aconsejó y guio a Numa (en latín numen designa ‘la voluntad expresa de una divinidad’) en el establecimiento del marco original de leyes y rituales religiosos de Roma. Se dice que Numa escribió las enseñanzas de Egeria en «libros sagrados» que había enterrado con él. Cuando un accidente fortuito los sacó a la luz unos quinientos años más tarde el Senado los consideró inapropiados para ser divulgados entre el pueblo y ordenó su destrucción.

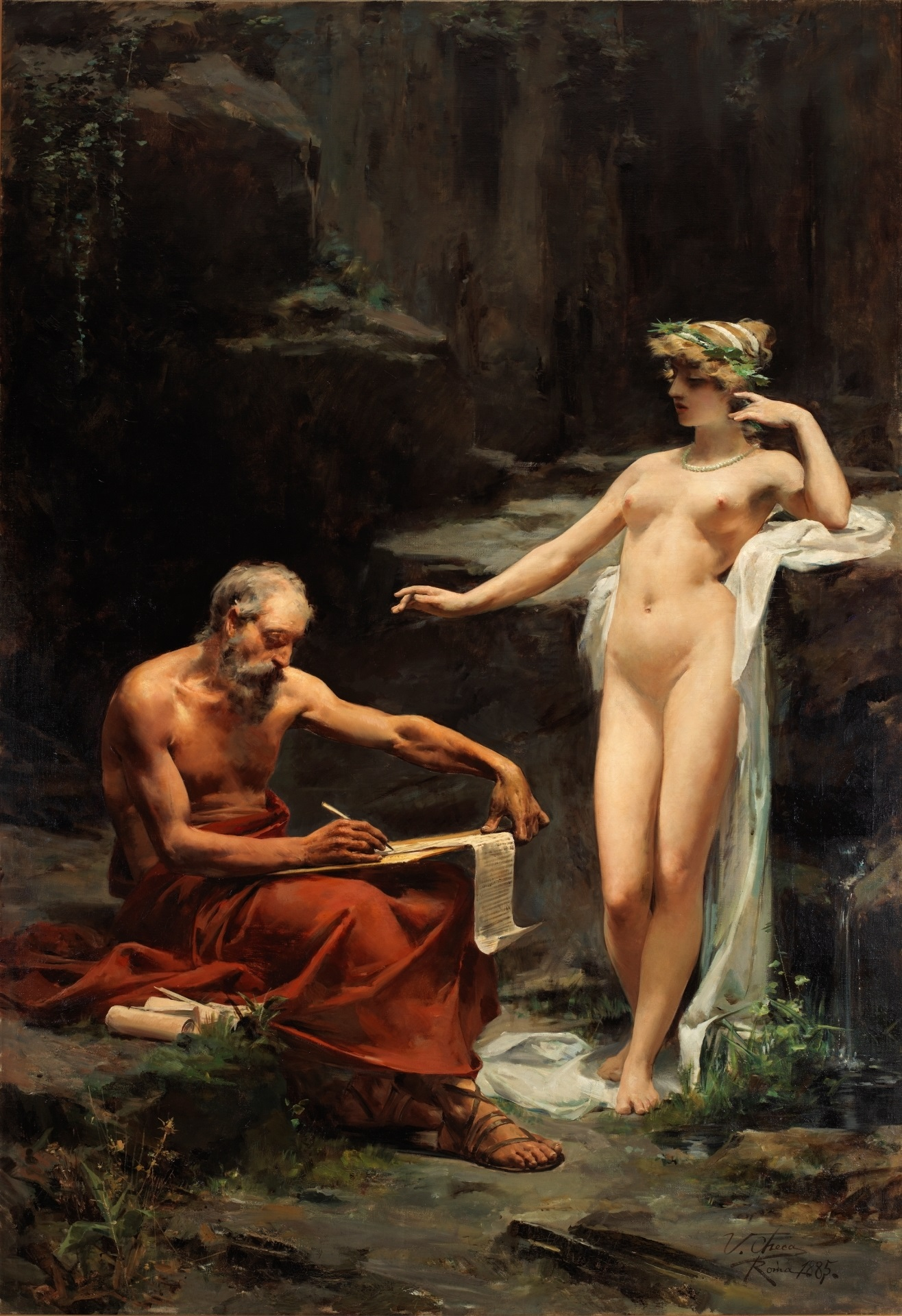
La ninfa Egeria dictando a Numa Pompilio las leyes de Roma, de Ulpiano Checa.

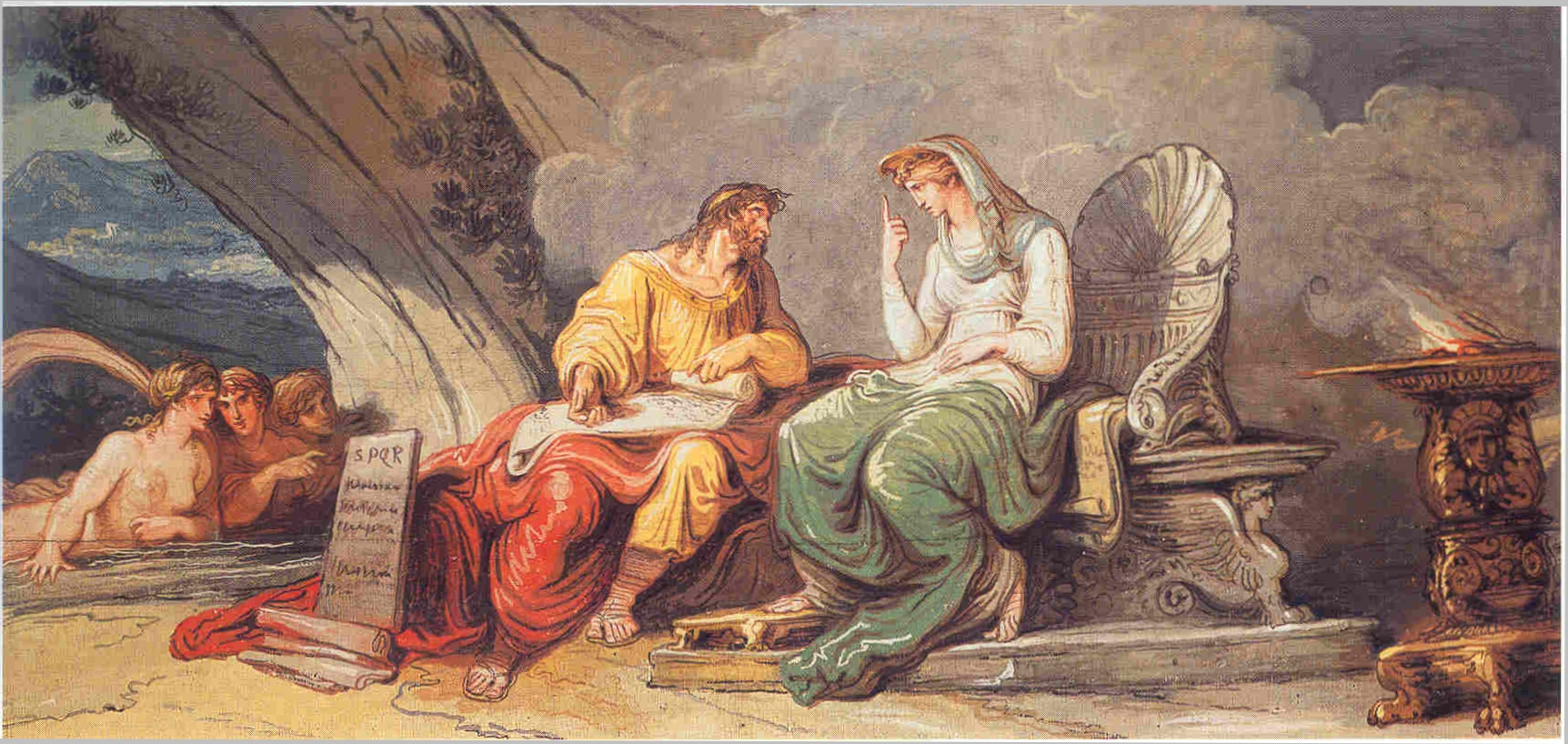
Numa Pompilio recibe las leyes de Roma de la ninfa Egeria. Cuadro de Felice Giani. Palazzo de la Embajada de España, Roma.

## Orígenes y etimología
Egeria puede ser anterior al mito romano: pudo tener origen itálico en el bosque sagrado de Aricia, en el Lacio, su emplazamiento inmemorial, que era igualmente el bosquecillo de Diana Nemorensis. En Aricia había también un Manio Egerio (Manius Egerius), homólogo masculino de Egeria. Georges Dumézil propuso que el nombre de Egeria procedía de ē-gerere («dar a luz»), sugiriendo un origen en su papel en el parto.

## Mitología
Había un bosque en medio del cual manaba, de una sombría gruta, una fuente de agua perenne. Numa se dirigía muchas veces a solas a ese lugar pretextando que iba al encuentro de una diosa, su esposa Egeria. Consagró ese bosque a las Musas.
Se dice que Numa Pompilio se le atribuía una sabiduría inspirada por los dioses. Refieren que una ninfa, Egeria, lo visitaba enseñándole en cada ocasión la ciencia propia de un rey; otros afirman que no era una ninfa, sino una de las Musas. Los romanos se llenaron de asombro ante todo lo visto y confirmaron desde entonces la creencia de que una diosa le asistía. Pero quienes rechazan todas las historias fabulosas dicen que el mito de Egeria lo tramó Numa para facilitar que la gente, que temía a los dioses, le obedeciese y aceptase las leyes establecidas por él pensando que procedían de la divinidad.
Cuando murió Numa Pompilio, Egeria lo transformó en un pozo, situado en el bosque de Ariccia, cuyas aguas gemían al igual que ella al fallecer su esposo, consagrado a Diana, en el Lacio. Por sus lágrimas constantes, ella misma se convirtió en fuente.